# Ollolai
Ollolai är en ort och kommun i provinsen Nuoro i regionen Sardinien i Italien. Kommunen hade 1 283 invånare (2017).